# Can Reixac (Llampaies)
Can Reixac és una masia de Llampaies, al municipi de Saus, Camallera i Llampaies (Alt Empordà) inclosa a l'Inventari del Patrimoni Arquitectònic de Catalunya. Està situada dins del petit nucli urbà de la població de Llampaies, a la banda nord del terme, al barri del Puig.

## Descripció
És una masia urbana formada per l'habitatge i diversos cossos annexes. L'edifici principal presenta la planta rectangular i està format per diverses crugies, amb la coberta de teula de dues vessants i distribuït en planta baixa, pis i golfes. La façana principal, orientada a migdia, presenta un gran portal d'arc de mig punt, bastit amb grans dovelles, i amb la clau gravada amb la data 1564. Les obertures del pis són totes rectangulars i estan emmarcades amb carreus de pedra ben desbastats. Algunes foren obertes durant les remodelacions més recents. Destaca la finestra situada damunt del portal d'accés, amb un guardapols que ressegueix la part superior, decorat amb motllures i dos caps humans a la seva base. També destaca la finestra de l'extrem de ponent, d'arc conopial amb roseta central. Les dues finestres de les golfes, de mig punt, han estat probablement restituïdes. A l'interior de la masia hi ha una sala amb portals adovellats i d'altres amb una senzilla decoració.
La construcció és bastida amb pedra desbastada de diverses mides, lligada amb morter.

## Història
Can Reixac va ser construïda en els segles XVI-XVII, segons consta a les diverses inscripcions que hi ha a l'edifici: a la clau de la porta d'accés figura la data del 1564; en una columna de la sala, antigament situada al paller, i que va ser desmuntat, hi apareix la de 1674. L'any 1948 es va fer la remodelació que va donar al conjunt el seu aspecte actual. Els espais interiors van ser redistribuïts i la façana va perdre el seu caràcter original en adossar-li una gran eixida davantera, que actualment ha estat desmuntada.